# Aéroport national d'Ixtepec
L'aéroport national d'Ixtepec (espagnol : Aeropuerto de nacional de Ixtepec ou Base Aérea Militar N°2 de Ixtepec (BAM-2 Ixtepec)) (code IATA : IZT • code OACI : MMIT • code DGAC M. : IZT) est situé à 12 km au sud de Ciudad Ixtepec, dans l'État de Oaxaca, dans le Sud du Mexique, dans la commune d’Asunción Ixtaltepec. Il est utilisé à la fois pour le trafic civil et militaire. 
L'aéroport civil est géré par Aeropuertos y Servicios Auxiliares, quant à la partie militaire elle est gérée par la Secrétariat à la Défense Nationale du Mexique

## Terminal civil
En avril 2017, les vols commerciaux ont commencé; le premier vol d'Aeromar Mexico-Ixtepec a eu lieu le 26 avril 2017.  
300 millions de pesos mexicains, environ 17 millions de dollars américains, ont été dépensés pour préparer le terminal à un usage civil.  

## Statistiques
En 2017, Ixtepec a reçu 17 426 passagers et 39 835 passagers en 2018, selon Aeropuertos y Servicios Auxiliares.
Pour des raisons techniques, il est temporairement impossible d'afficher le graphique qui aurait dû être présenté ici.

Voir la requête brute et les sources sur Wikidata.

## Compagnie aérienne et destination
| Compagnies | Destinations      |
| ---------- | ----------------- |
| Aeromar    | Mexico-B. Juárez  |
| Aerotucán  | Oaxaca-Xoxocotlán |

## Voir également
- Liste des aéroports les plus fréquentés au Mexique